# 見沼 (さいたま市北区)
見沼（みぬま）は、埼玉県さいたま市北区の町名。現行行政地名は見沼一丁目から三丁目。住居表示未実施地区。郵便番号は331-0803。

## 地理
さいたま市北区の東部の芝川流域の低地に位置する。全域がかつての見沼にあたる南北に細長い地域で、現在も見沼田んぼや農場、緑地が広がる。東部で見沼区大和田町一丁目・二丁目に、南部で大宮区寿能町二丁目や土呂町に、西部で土呂町二丁目、北部で本郷町や見沼区砂町二丁目・同東大宮一丁目に隣接する。また、見沼三丁目は北区砂町一丁目を四方から囲んでいる。
町名の由来はかつて存在した湖沼の見沼に因む。地区内は市街化調整区域に指定されている。また三丁目を除きさいたま市の風致地区に条例で指定され、樹木の伐採植樹や開発行為などが制限されている。また、見沼二丁目を横断する都市計画道路「指扇宮ヶ谷塔線」が計画されている。

### 河川
- 芝川
- 見沼代用水西縁

## 歴史
- 1977年（昭和52年）12月28日 - 町名地番変更により、大宮市（当時）の大和田町一丁目・二丁目、寿能町二丁目、土呂町、砂町一丁目、本郷町の各一部から見沼一丁目 - 三丁目が成立[5][8]。
- 1982年（昭和57年）4月 - 地内に見沼グリーンセンターが開設される[9]。
- 1990年（平成2年）11月 - 増大する交通需要に対応するため、地内を経由して土呂地区と大和田地区を結ぶ補助幹線道路「土呂・大和田線」の整備が始まる[10]。
- 1996年（平成8年）
  - 4月1日 - 地内に大宮市立土呂中学校（現・さいたま市立土呂中学校）が開校する[11]。
  - 6月22日 - 土呂・大和田線（市民の森通り）が完成、開通式が行われる[10][12]。また、交差する芝川にかかる「鷲山橋」の架け替え工事が完了し、橋長は54.7 mとなる。
- 2001年（平成13年）5月1日 - 浦和市・大宮市・与野市が合併し、さいたま市が発足し。同市の町名となる。
- 2003年（平成15年）4月1日 - さいたま市が政令指定都市に移行し、同市北区の町名となる。

## 小・中学校の学区
市立小・中学校に通う場合、学区（校区）は以下の通りとなる。
| 丁目       | 区域 | 小学校                   | 中学校                   |
| ---------- | ---- | ------------------------ | ------------------------ |
| 見沼一丁目 | 全域 | さいたま市立大宮東小学校 | さいたま市立大宮北中学校 |
| 見沼二丁目 | 全域 | さいたま市立大砂土小学校 | さいたま市立土呂中学校   |
| 見沼三丁目 | 全域 | さいたま市立大砂土小学校 | さいたま市立土呂中学校   |

## 交通

### 鉄道
一丁目を東武野田線が通るが、地域内に鉄道駅はない。

### 乗合タクシー
- さいたま市乗合タクシー
  - 見沼区大砂土東地区乗合タクシー「みぬま号」 - 見沼交通に運行委託
    - 土呂駅 - 彩の国東大宮メディカルセンター - 市民の森 - 東大宮五丁目 - 東大宮駅

  - 見沼区片柳西地区乗合タクシー「カワセミ号」 - 見沼交通に運行委託
    - 日大前→大和田駅南→見沼区役所→彩の国東大宮メディカルセンター→土呂駅→彩の国東大宮メディカルセンター→大和田駅南→大宮体育館→日大前

### 道路
- 大和田公園通り[14]
- 市民の森通り
- 神明橋通り

## 施設
- 市民の森・見沼グリーンセンター[14]
- JAさいたま大宮緑花木センター
- 体験農場
- さいたま市立土呂中学校
- 見沼三丁目緑地
- 見沼緑道 - 見沼グリーンセンター付近に所在